# زين أباد (كاهشنغ)
زين أباد (بالفارسية: زین‌آباد) هي مستوطنة تقع في إيران في قسم كاهشنغ الريفي.